# Drumul Talienilor
Drumul Talienilor sau DJ209B (numit și Drumul Vitoriei Lipan) este un drum județean din România care unește comunele Mălini din județul Suceava și  Comuna Borca din județul Neamț prin Pasul Stânișoara. Denumirea lui vine de la drumarii italienii aduși de regele Carol I pentru a construi șoseaua.
Drumul, construit în 1902-1904, la origine a avut un caracter în primul rând militar strategic și în al doilea rând comercial. După Lovitura de stat de la 23 august 1944 a fost teatrul unor lupte grele duse în porțiunea sa montană. Actual are însă un caracter preponderent turistic, acoperirea cu servicii turistice fiind centrată în arealul limitrof porțiunii estice. Tot în porțiunea sa estică gradul său de accesibilitate este semnificativ mai bun, ca urmare a investițiilor făcute în această porțiune în modernizarea și întreținerea infrastructurii sale.
Este menționat în literatura română de către Mihail Sadoveanu, ca element în drama romanului Baltagul.

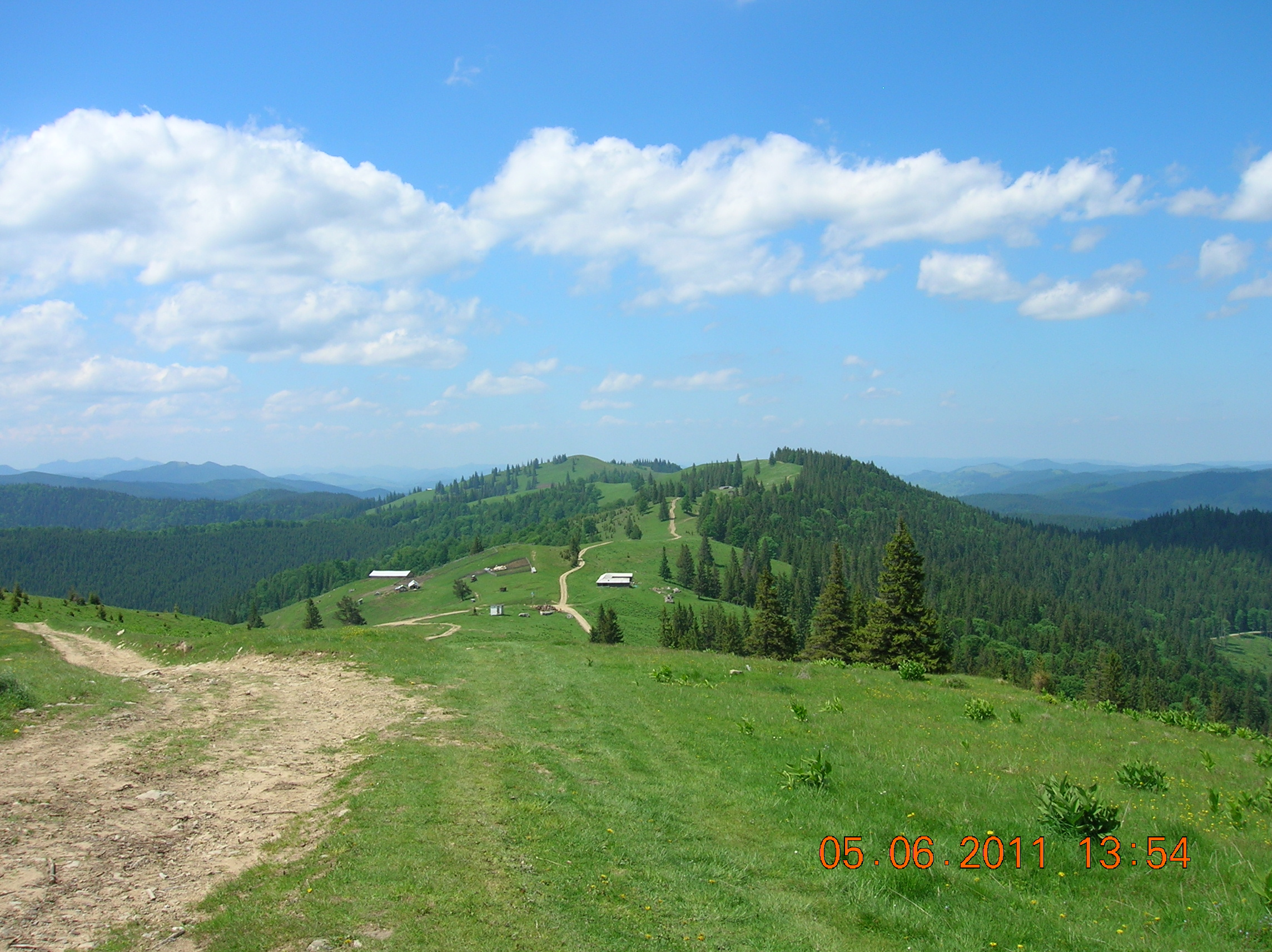
Drumul Talienilor în Pasul Stânișoara (se intersectează cu drumul de creastă în apropierea centrului imaginii). În fundal: vârful Muncelu

## Date geografice
DJ209B este situat în Munții Stânișoarei pe văile Suhăi Mari – spre est și Sabasei – spre vest, care delimitează grupa nordică a Munților Stânișoarei numită Munții Suhăi și cea sudică intitulată Munții Sabasei. Prin acest drum se realizează peste Obcina Stânișoarei o legătură suplimentară între văile Moldovei și zona Fălticeniului situate la est și, valea Bistriței moldovene situată la vest – în amonte de Lacul Izvorul Muntelui. Spre sud-vest Drumul Talienilor se intersectează la Borca cu DN17B (Vatra Dornei - viaduct Poiana Teiului), iar spre nord-est la Mălini cu DJ209A, prin care se realizează legătura la Cornu Luncii cu DN2E (Spătărești - Gura Humorului) și cu arealul limitrof orașului Fălticeni.

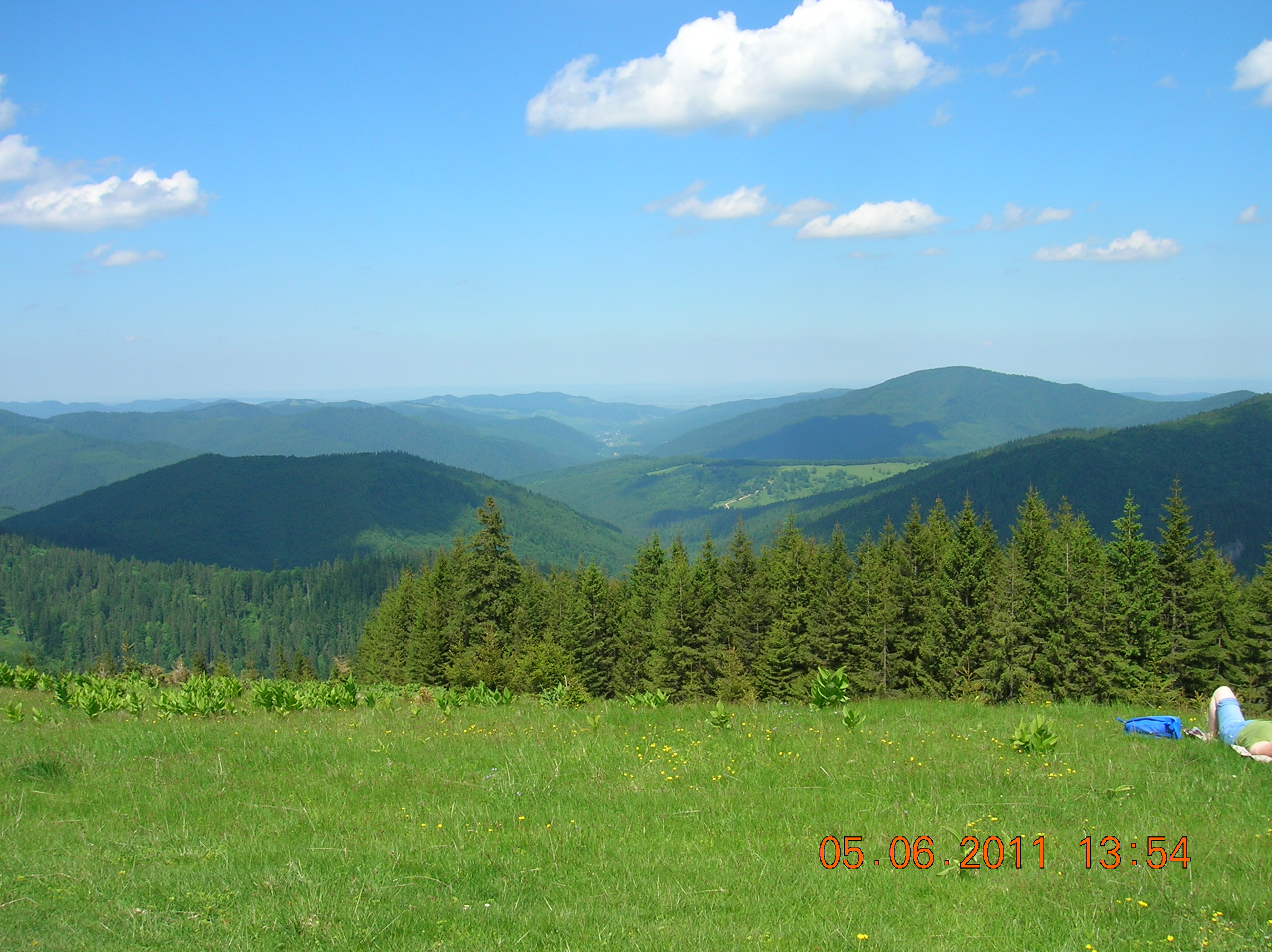
Lângă Pasul Stânișoara, pe culme, privind spre Mălini

Lungimea lui este de 55,22 km, din care 33,6 km sunt pe teritoriul județului Suceava și 21,62 km pe cel al județului Neamț. Cel mai înalt punct este în Pasul Stânișoara la 1235 m, unde cumpăna apelor separă cele două județe. Lucrările de artă rutiere – bine conservate și în bună stare de funcționare și astăzi pe partea care aparține de județul Suceava, includ poduri metalice de traversare a pârâului Suha din grinzi cu zăbrele și calea sus, precum și podețe în boltă din zidărie de moloane de piatră. Pe partea care aparține de județul Neamț sunt 5 poduri, atât acestea cât și zidurile de sprijin fiind construite din piatră de munte, cioplită și bătută cu ciocanul.
Acum drumul este destul de puțin folosit și are un caracter turistic, dar în perspectivă ar putea fi o cale de legătură mai rapidă spre autostrada Târgu Mureș-Iași.

## Repere istorice și culturale

### Istorie

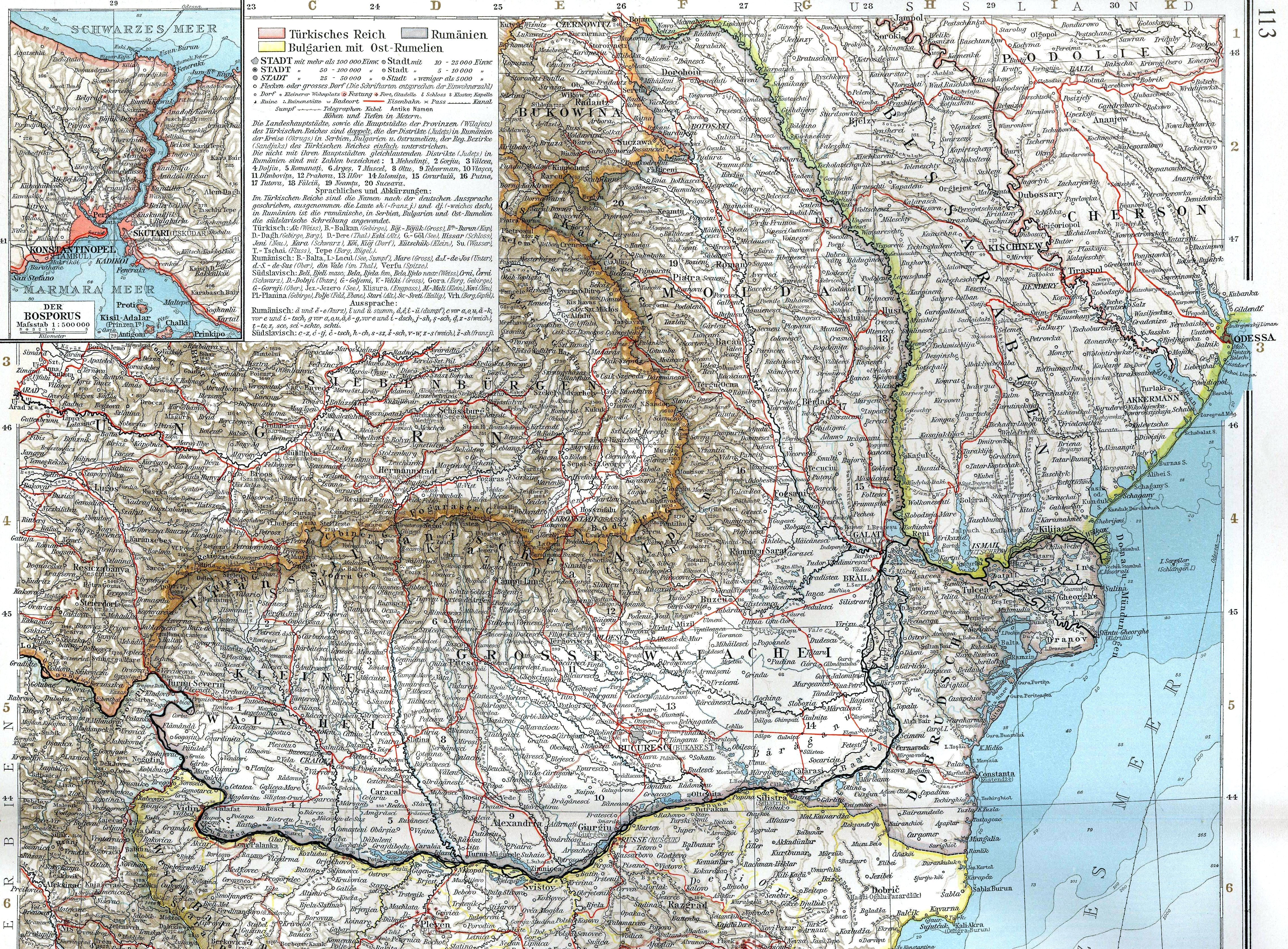
Regatul României între 1878 și 1913. La expandarea imaginii se observă proximitatea graniței cu Imperiul Austro-Ungar, în raport cu aliniamentul văilor Suhăi și Sabasei

Șoseaua a fost construită între anii 1902 – 1914, într-o zonă care în acea vreme făcea parte din Domeniile Coroanei. Amenajarea drumului s-a făcut pe fondul dorinței Regelui Carol I de a realiza o legătura strategică (în primul rând militară și în al doilea rând comercială) între valea Moldovei și valea Bistriței, într-o vreme în care aliniamentul graniței de nord a Regatului României din partea de vest a Moldovei, trecea la o mică distanță de viitoarea cale de circulație. De asemenea, viitorul drum urma să satisfacă necesitățile economice și nevoia de legături comerciale între domeniile coroanei Borca și Mălini. Fiind făcută cu participarea drumarilor italieni, șoseaua a căpătat numele  popular de „Drumul Talienilor”.

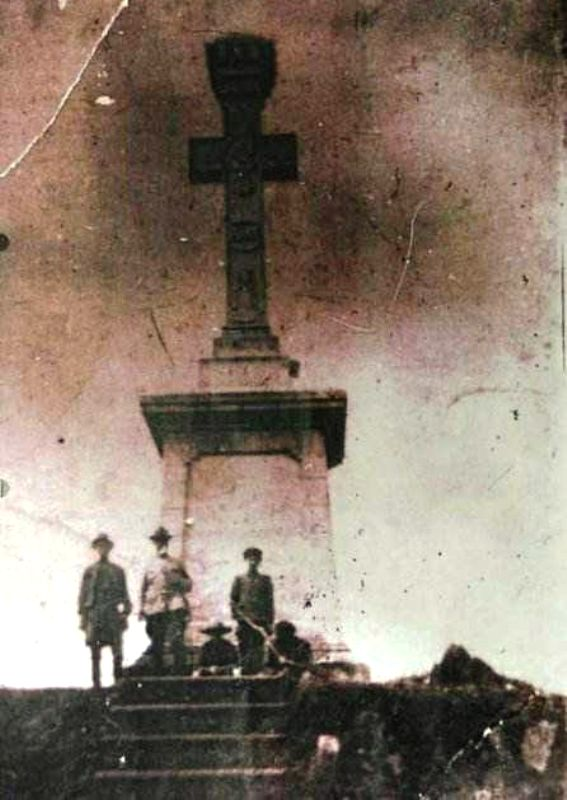
Fosta Cruce a Talienilor

Proiectarea viitorului drum a fost făcută de către austrieci, sub coordonarea unor meșteri italieni, iar construcția s-a făcut de către italieni. Parțial, a fost folosită și forța de muncă de pe plan local. În raport cu tehnologia de la vremea respectivă lucrările de artă rutiere au fost realizate foarte bine din punct de vedere tehnic, astfel că podurile metalice din porțiunea de drum aflată în județul Suceava reprezintă un etalon, în ceea ce privește o lucrare de calitate. Materialul – piatra pentru cioplit, s-a adus de la carierele de la Râșca și Podul Baciului.
S-au construit și 6 cantoane rutiere – câte trei pe fiecare parte a muntelui, din care astăzi se mai păstrează doar două în punctele Valea Colibei și Ciungi. Acestea erau normate ca locuințe pentru câte 2 familii în vederea susținerii personalului care îngrijea șoseaua. La final, drumarii au ridicat în Pasul Stânișoara o cruce mare din piatră. O parte dintre însemnele sculptate pe corpul crucii au fost inspirate din însemnele regale.

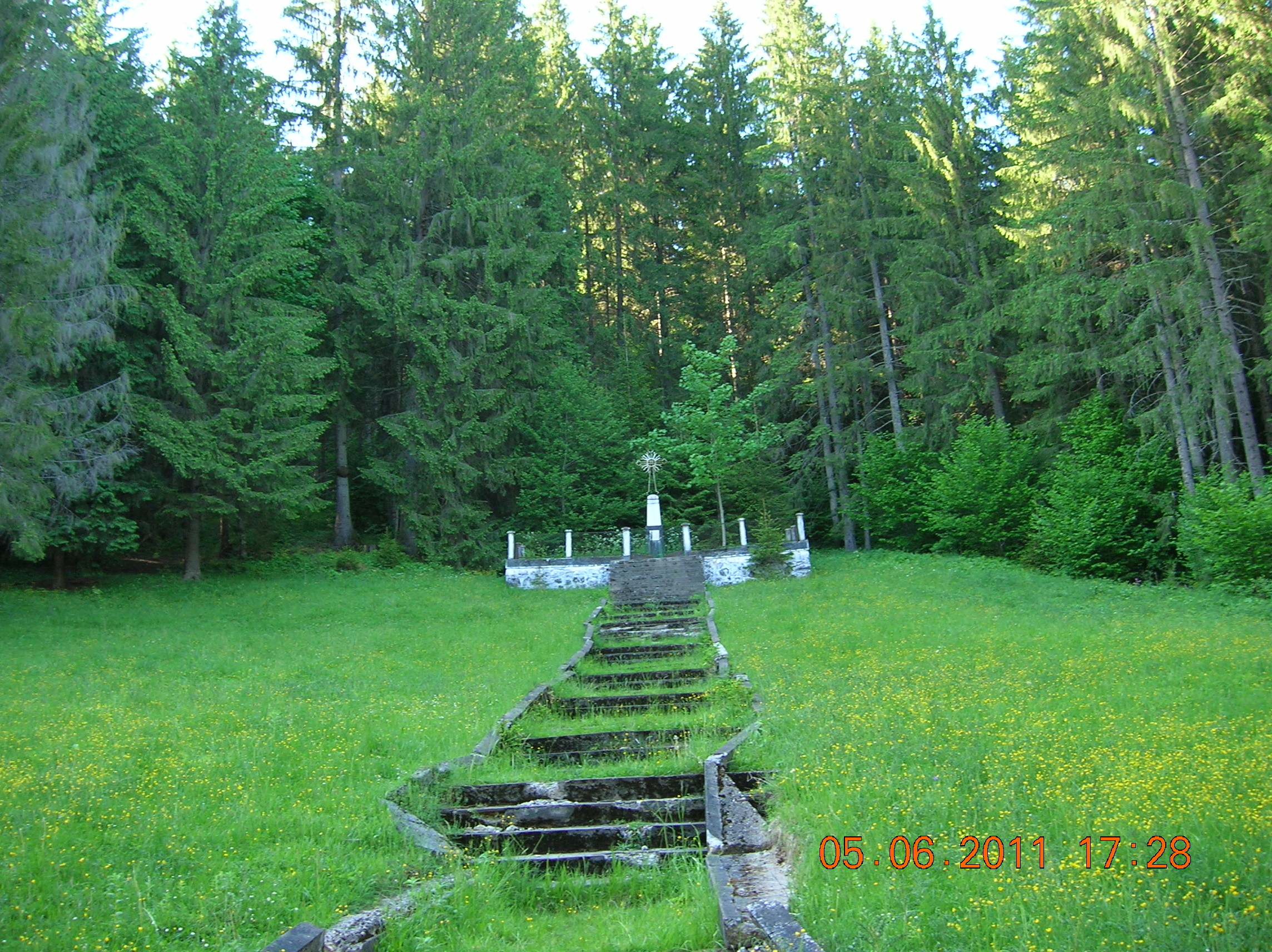
Vechea variantă a monumentului care marchează în partea estică a Drumului Talienilor, poiana în care odihnesc militarii morți în zonă în luptele desfășurate după Lovitura de stat de la 23 august 1944

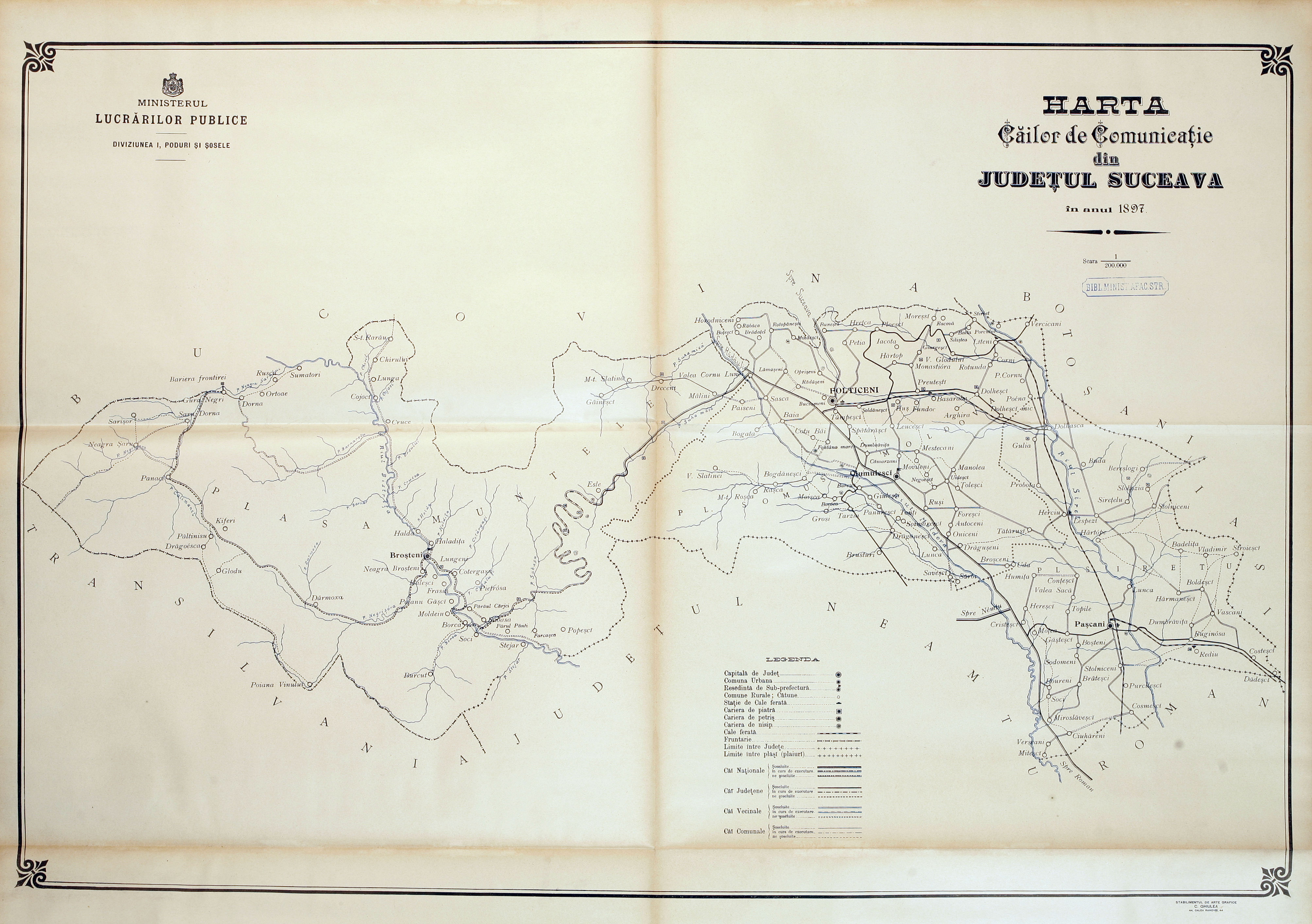
Harta județului Suceava în Atlasul Căilor de Comunicații din 1897. Viitorul Drum al Talienilor figurează ca Șosea Națională - cu traseul șoseluit până la Iesle, în curs de executare până în apropiere de apa Sabasei și neșoseluit până la Borca. Se remarcă gradul superior de importanță atribuit drumului, față de cel atribuit căii de comunicație reprezentată de valea Bistriței

După Lovitura de stat de la 23 august 1944, porțiunea montană a șoselei a fost teatrul unor lupte grele. Din imediata proximitate a Pasului Stânișoara – unde fuseseră construite cazemate, armata germană a executat tiruri de artilerie până la aliniamentul văii Moldovei. În timpul luptelor, Crucea Talienilor a fost distrusă de bombardamente. Au mai rămas doar treptele de piatră pe unde se ajunge la soclul pe care s-au montat mai târziu o cruce metalică (luată de la o biserică mutată) și o troiță. Mai târziu, cazematele au fost aruncate în aer. În amintirea soldaților din Regimentele 3 Grăniceri, 6 Grăniceri (Batalionul 1) și a Companiei a 11-a conduse de căpitanul Vasile Teodoreanu (care făcea parte din detașamentul de grăniceri condus de colonelul Nistor Teodorescu) uciși pentru controlul acestui drum, la poalele estice ale muntelui a fost ridicat un monument. O cruce veche din piatră marchează poiana în care odihnesc laolaltă în pământ, sute de militari.

### Proiecte
Există intenții legate de finalizarea modernizării integrale a drumului, în cadrul unui proiect național care prevede refacerea mai multor drumuri din zonele cu potențial turistic. Acestea s-au materializat cu predilecție în partea de est. De asemenea, s-a realizat includerea șoselei în Programul Național de Dezvoltare Locală. Cu toate că drumul se află într-un program de investiții, acesta însă nu a primit încă undă verde pentru executare.
Asociația Italienilor din România și-a propus să facă demersuri, pentru a reconstrui crucea de pe culmea Stânișoarei.

### Repere culturale
Este menționat în literatură de către Mihail Sadoveanu ca element în drama romanului Baltagul și se suprapune peste calea pe care a străbătut-o Vitoria Lipan pentru a-și căuta bărbatul.
Și în epoca actuală pe ambii versanți ai muntelui, există atât amintirea cât și urmașii drumarilor care au venit din Peninsula Italică.

## Caracteristici și facilități

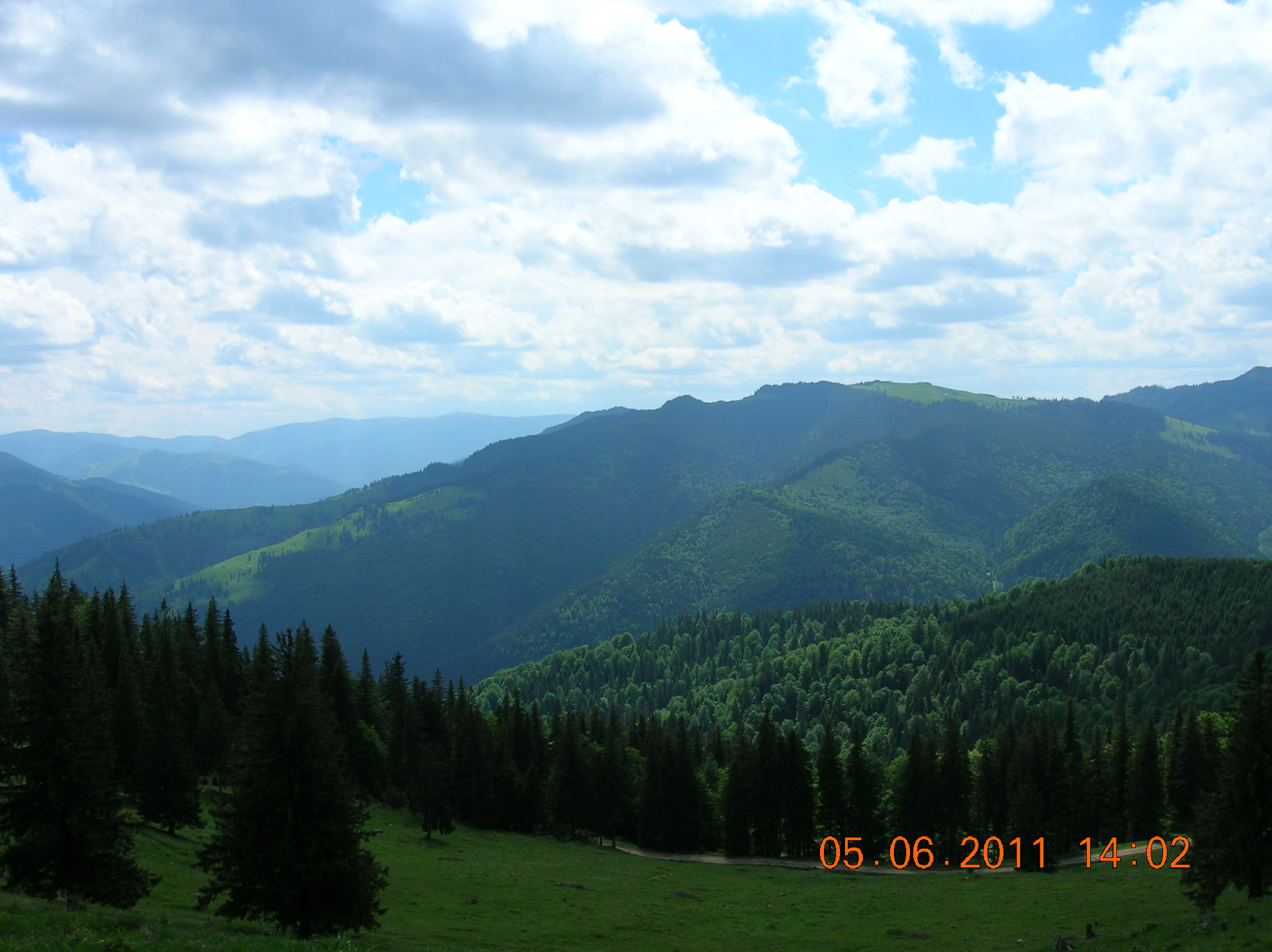
Drumul Talienilor - coborînd spre Valea Sabasei și Borca

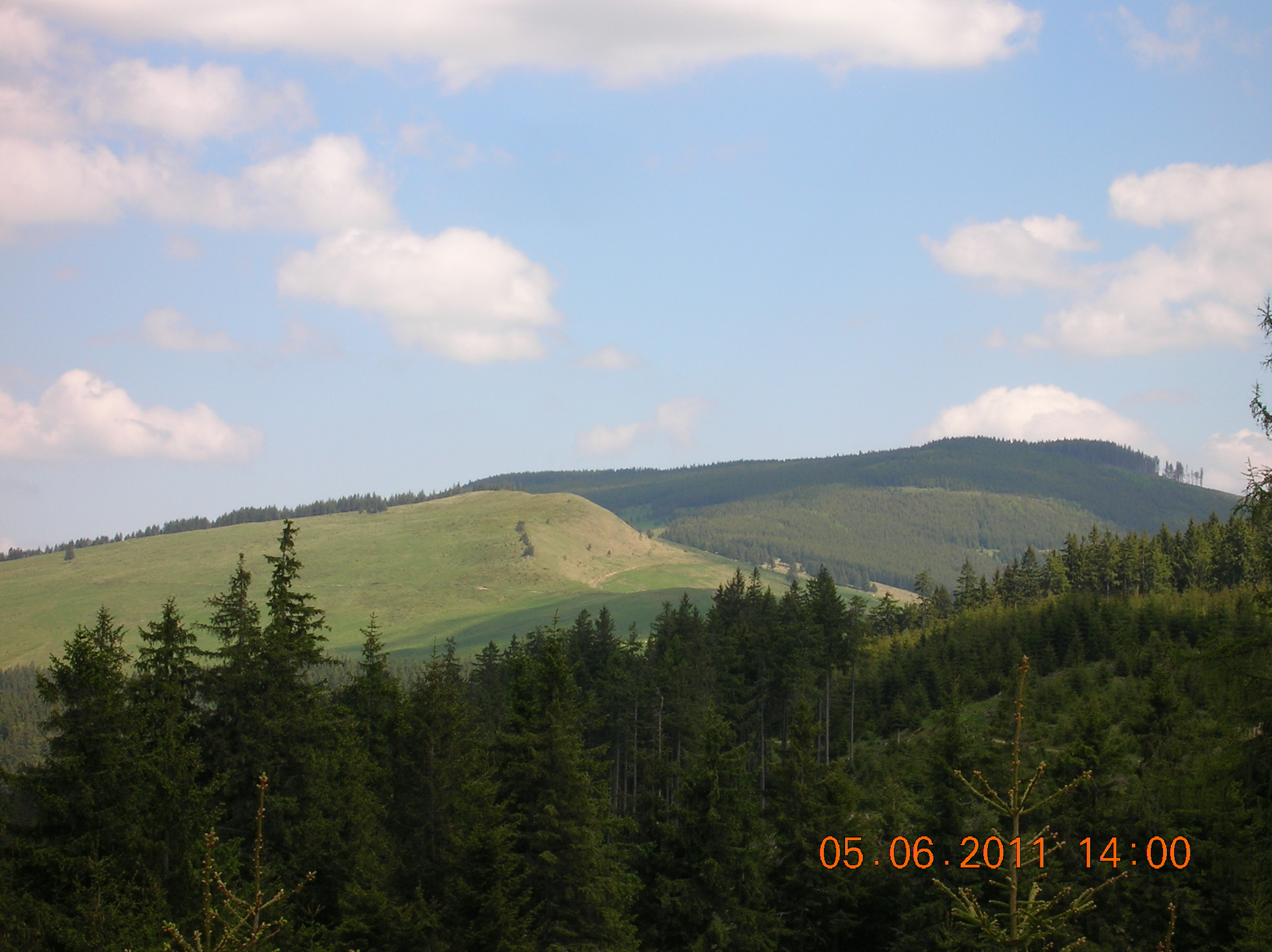
Vîrful Bivolul, cel mai înalt din Munții Stânișoarei (1530 m) văzut de la aproximativ 1,5 km de Pasul Stânișoara

De la cumpăna apelor (Crucea Talienilor) spre est până la poale, porțiunea montană (minoritară, cu lungimea de 14 km) este reprezentată de un terasament pietruit, pe care autoritățile locale se străduiesc să-l mențină în condiții cât mai bune. Restul drumului (majoritar) spre  intersecția cu DJ209A  este asfaltat. Acoperirea cu servicii turistice este centrată în arealul limitrof porțiunii estice.
Pe partea care aparține de județul Neamț însă, atât autoritățile locale cât și cele județene nu s-au dovedit capabile să-l conserve și să-l pună în valoare. Dacă anterior de 1989 cantonierii aveau grijă de drum, în prezent nu mai are nimeni și acesta se află la marginea preocupărilor autorităților, reprezentând astfel genul de drum pe care toată lumea îl folosește, dar nimeni nu-l întreține. Unul dintre podurile de piatră este în curs de degradare și altul a cedat parțial, afectat fiind de apă și de traficul greu. Reparația sa s-a făcut artizanal. Este asfaltată doar o porțiune cu o lungime de 5 km, restul neputând fi abordat până în vârf decât cu o mașină de teren.

## Obiective turistice și de interes situate în apropiere
- Munții Stânișoarei:

- Culmea montană, parcursă de traseul de creastă (Bandă roșie); acesta realizează legătura cu vârfurile din apropiere: Bivolul (aflat la sud-est și cel mai înalt din Munții Sînișoarei - 1530 m) și Muncelu (aflat la nord-est).
- Monumentul situat la poalele versantului estic al Obcinii Stânișoara și ridicat în cinstea celor câteva sute de militari căzuți în această zonă după Lovitura de stat de la 23 august 1944
- Crucea Talienilor din Pasul Stânișoara De aici se pot vedea localitatea Mălini, valea Sabasa, orașul Fălticeni și masivul Rarău.

- Mălini: Casa Memorială „Nicolae Labiș”,[21] pârtia de schi Pojorâta[13]
- Mănăstirea Slatina[4] – ctitorie a lui Alexandru Lăpușneanu[26] ce se poate accesa folosind derivația reprezentată de DJ209A[7]
- Din Rezervația faunistică Borca: sub parcelele care aparțin de Unitatea de Producție IV Sabasa a Romsilva.[27]

## Legăturiexterne

Coperta romanului Baltagul

La fața locului
- Drumul Talienilor (Mălini - Borca) prin Est, portal amfostacolo.ro accesat 2013.02.08
- Drumul Talienilor (Mălini - Borca) prin Vest, portal amfostacolo.ro accesat 2013.02.08

Reportaje
- Pe urmele Vitoriei Lipan, Irina Munteanu, 24 martie 2010, ziarul Jurnalul Național, accesat 2013.12.07

Utile
- Harta Munților Stânișoarei - Munceii Neamțului, planșa 39, Acțiunea patriotică pionierească „Asaltul Carpaților”, Consiliul Național al Organizației Pionierilor, București, 1985, accesat 2014.04.20
- Renașterea Mălinilor, vechi domeniu al Coroanei Arhivat în 21 ianuarie 2022, la Wayback Machine., Nicolae Lupu, 25 iulie 2017, presadeturism.ro, accesat la 1 iulie 2018